# 泰约国家公园
泰约国家公园（芬蘭語：Teijon kansallispuisto）是芬兰的一座国家公园，成立于2015年1月1日。国家公园面积大概为34平方公里，位于萨洛市镇。

## 环境
国家公园内有一处富营养化沼泽，这是一种在芬兰南部几乎消失的沼泽地。森林主要为人工管理的幼年松树林。公园内也是多种淡水鱼、筑巢鸟类（包括鹅、鹤、矶鹬和松鸡）以及哺乳动物（例如驼鹿和鹿）的家园。

## 泰约自然中心
泰约自然中心是泰约国家公园的信息中心，参观免费。自然中心内设有一间咖啡馆和一个小型图书馆。自然中心出租划艇、独木舟、皮划艇等物品。